# Katolikus Televízió
A Katolikus Televízió magyar nyelvű katolikus televízióadó, amely nem a magyar római katolikus egyház tulajdonában van, Jakab Péter magánkezdeményezésre jött létre Bonum TV néven. 2010. augusztus 15. óta napi 24 órában sugároz adást, élőben közvetíti a vatikáni, pápai eseményeket magyar nyelvű szinkronnal. A televízió többnyire a szerzetesrendekkel áll partneri kapcsolatban. Pártoktól és gazdasági köröktől függetlennek mondja magát, a csatorna a nézői adományokból finanszírozza működési költségeit. Az adó 2012. augusztus 15-én logót váltott.
A televízió 2020 augusztusától az EWTN Magyarország nevet vette föl, 2022 márciusától mai nevén szerepel.
A katolikus televíziónak 2012 őszétől papi programigazgatója van Tamási József személyében.

## Jelenlét
A televízió adása nézhető online, emellett jelen van több hazai kábelszolgáltató kínálatában is. A csatorna 2011. február 12. óta elérhető a YouTube-on. Földfelszíni sugárzása 2015. január 15-től érhető el. A csatorna adását a UPC is elérhetővé tette 2015 márciusától. 2016 januárjától a Telekom IPTV-s kinálatában is elérhető.

## Tartalom
A televízió óránként publikálja hírösszefoglalóját, melyet az időjárás-jelentés és a No comment követ. Kiemelt műsorainak témái: vallás, hír, gasztró, kultúra.

## Műsorok
- Hírek
- No Comment
- Comment
- Rome Reports
- Terra Santa News
- Időjárás
- A konyha angyala
- Intentio
- Szentmise – napi élő adás
- Audunetia – élő vatikáni adás
- Angelus – élő vatikáni adás
- Napi útravaló
- Communio

## Partnerek
- Ferences rend
- Jezsuiták
- Pálos rend
- Pécsi egyházmegye
- Szombathelyi egyházmegye
- Debrecen-Nyíregyházi egyházmegye
- Váci egyházmegye